# Gooreind (natuurgebied)
Het Gooreind is een natuurgebied nabij de tot de Antwerpse stad Geel behorende plaats Ten Aard, in de omgeving van de Oudetongelseweg.
Het Gooreind ligt direct ten zuiden van het Kanaal Bocholt-Herentals en in het stroomgebied van de Kleine Nete, waar het water van de Zeggeloop en de Elzenloop naar toestroomt. Het Gooreind ligt daartoe betrekkelijk laag, van 17-19,5 meter. De bodem behoort tot de Formatie van Kasterlee, waarboven zich dekzanden bevinden.
Het gebied bestaat uit een parkbos, populierenaanplanten met moerasgebied langs het kanaal, en een gebied van akkers met houtwallen en dreven.
In 1852 werd 389 ha grond gekocht ten oosten van Ten Aard, door koning Leopold I en baron Charles Coppens. Later kwam er nog 600 ha bij en zo ontstond het Koninklijk Domein. Hier vonden ontginningen plaats waarbij delen werden opgehoogd, vloeiweiden aangelegd, stadsvuil ter bemesting aangevoerd, en waterlopen gegraven.
Eind 19e eeuw vestigde L. Dekeu zich in het gebied, hij kocht de Drossaardhoeve en ook liet hij in 1903-1904 een landhuis aanleggen en een park.